# Compilació del dret civil especial de Catalunya
Compilació del dret civil especial de Catalunya fou un text jurídic preparat per una comissió compiladora que ordenava el dret civil català, i que fou aprovat per Llei a les Corts Espanyoles el 21 de juliol de 1960. Es va promulgar en castellà, tot i que el 1963 el Col·legi d'Advocats de Barcelona en va fer una versió en català.

## Contingut
Consta d'un títol preliminar i quatre llibres: 
- De la família
- De les successions
- Dels drets reals
- De les obligacions i els contractes i la prescripció

Els llibres són dividits en títols, seccions, capítols, amb un total de 344 articles. La intenció dels redactors, però, era d'adaptar un apèndix al codi civil espanyol sobretot en dret successori i dret de família.

## Procés de compilació
Durant la primera meitat del segle xix (principalment el 1821, 1836 i 1851) van fracassar tots els intents de codificació de la legislació civil a l'Estat espanyol a causa de l'existència de pluralitat de drets civils (Catalunya, Biscaia, Mallorca, Aragó i Galícia, principalment). Finalment, el 1880 es va acordar introduir els drets territorials en apèndixs al futur codi civil espanyol, que fou aprovat per Reial Decret de 24 de juliol de 1889. Quan Manuel Duran i Bas fou nomenat Ministre de Gràcia i Justícia va redactar una Memòria i es van aprovar comissions especials per a redactar els apèndixs, però no pas a Catalunya, on hom en malfiava. El 1930 es va elaborar un Avantprojecte d'Apèndix, però durant la Generalitat republicana es va optar per la via de les lleis especials de cara a elaborar un codi civil català. Tanmateix, per la Llei de 8 de setembre de 1938 les autoritats franquistes aboliren l'Estatut de Núria i la tasca legislativa del Parlament de Catalunya i del Tribunal de Cassació, cosa que provocava la privació de fonts de producció del dret civil català.
Tanmateix, aquesta postura inicial xocava amb el tradicionalisme i foralisme de bona part dels qui donaven suport Franco. Així, per tal de solucionar el problema, el 3 d'agost de 1944 el ministre de Justícia Eduard Aunós Pérez va convocar el Congrés Nacional de Dret Civil de Saragossa, que se celebrà del 3 al 9 d'octubre de 1946. Allí es mostraren dues tendències: la de Lluís Duran i Ventosa, defensor de l'Apèndix de 1930 i de la Memòria de Duran i Bas, i la de Ramon Maria Roca i Sastre, més ambiciosa, que defensava l'existència d'unes normes civils comunes de caràcter supletori basades en el dret romà juntament amb els codis civils territorials. Després del Congrés es van convocar diverses reunions per tal de crear una Comissió redactora de la Compilació i el 23 de maig de 1947 s'aprovà un Decret que instava a la Compilació de les diferents legislacions forals, tot i que adaptats a la sistemàtica del Codi Civil espanyol.
Mitjançant Ordre del Ministre de Justícia de 10 de febrer de 1948 es designà la Comissió de Juristes Catalans, composta per Antoni Borrell i Soler, Ramon Coll i Rodés, Lluís Duran i Ventosa, Ramon Faus i Esteve, Francesc Condomines i Valls, Joan Martí i Miralles, Jaume Mans i Puigarnau, Francesc de Paula Maspons i Anglasell, Josep Maria de Porcioles i Colomer i Maurici Serrahima i Bofill, als que s'uniren posteriorment Ramon Maria Roca i Sastre i Josep Maria Pou d'Avilés. Aquesta Comissió va decidir prendre com a base d'estudi l'Avantprojecte de 1930, tenint en compte la vigència i aplicabilitat de les institucions històriques segons les exigències del moment i ajustant-se a la sistemàtica del Codi Civil espanyol. La comissió va elaborar un primer Avantprojecte de Compilació el 12 de desembre de 1952, al que es van presentar esmenes i que fou definitivament aprovat per la Comissió i entregat a Franco el 14 d'octubre de 1955. El 1956 fou publicat a la Revista Jurídica de Catalunya i fou enviat a les Corts per a la seva deliberació. El 23 de juny de 1958 en va sortir la versió definitiva de 373 articles (dels 554 del text inicial) i amb un text força alterat. Com a projecte de Llei fou aprovat pel govern espanyol el 30 d'abril de 1959, i després d'acceptar esmenes que restablien bona part del text original, fou aprovat com a Llei el 20 de juliol de 1960.

## Influència posterior
El text es va mantenir inalterable fins que l'aprovació de la Constitució espanyola de 1978 va evidenciar que s'havia d'actualitzar, cosa que ja s'havia proposat al Segon Congrés Jurídic Català de 1971, per tal que deixés de ser una compilació de dret civil "especial" per tal de ser dret civil català. El Parlament de Catalunya va modificar la compilació mitjançant la Llei 13 del 20 de març de 1984 i posteriorment ha estat modificat per diverses lleis del Parlament de Catalunya:
- El 20 de desembre de 1991 es va aprovar un nou Codi de Successions
- Llei 8 de 30 de setembre de 1993 que regula les relacions patrimonials entre cònjuges
- Lleis 10 i 12 de 29 de juliol de 1996, d'aliments entre parents i de potestat del pare i de la mare
- Llei 9 de 15 de juliol de 1998 que regula el codi de família

El primer de gener de 2018 fou derogada definitivament per la llei 3/2017, del 15 de febrer, del llibre sisè del Codi civil de Catalunya, relatiu a les obligacions i els contractes, i de modificació dels llibres primer, segon, tercer, quart i cinquè, i fou substituïda pel Codi Civil de Catalunya.